# Artur Edward Waite

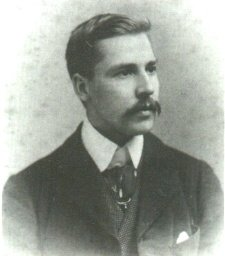
Artur Edward Waite

Arthur Edward Waite (ur. 2 października 1857 w Brooklynie, Nowy Jork, zm. 19 maja 1942) – brytyjski okultysta, współtwórca talii tarota Rider-Waite-Smith.
Urodził się w Ameryce, lecz dorastał w Anglii. A.E. Waite dołączył w 1891 r. do Hermetycznego Zakonu Złotego Brzasku, a w 1902 również do bractwa różokrzyżowców. Gdy w 1903 r. został wielkim mistrzem Zakonu Złotego Brzasku, zmienił jego nazwę na Święty Zakon Złotego Brzasku (lub, co nie jest pewne, Niezależny i Poświęcony Ryt Złotego Brzasku). Wielu członków jednak odrzuciło jego skupianie się na mistycyzmie zamiast na magii, by następnie odłączyć się i założyć konkurencyjną grupę Stella Matutina (Gwiazda Poranna), pod przewodnictwem Williama Butlera Yeatsa. Złoty Brzask był rozdarty przez dalsze wewnętrzne spory, aż do odejścia Waite’a w 1914 r. W rok później założył on Bractwo Różo-Krzyża. Do tego czasu zakon rozpadł się na wiele części, które nigdy się już nie połączyły ponownie.
Waite był autorem wielu pism o okultyzmie, różokrzyżowcach, masonerii, czarnej i ceremonialnej magii, kabale i alchemii. Przetłumaczył także i wydał ponownie wiele ważnych prac mistycznych i alchemicznych. Warte uwagi są jego prace nad Świętym Graalem, na które wywarła duży wpływ przyjaźń z Arturem Machenem. Wiele z jego prac wciąż jest drukowanych: Księga Magii Ceremonialnej, Święta Kabała, i Nowa Encyklopedia Wolnej Masonerii były wydawane w ostatnich latach.
Najlepiej jednak jest Waite znany jako współautor popularnej i szeroko znanej talii kart tarota Ridera-Waite’a, oraz autor towarzyszącej jej książki Obrazkowy klucz do Tarota (The Pictorial Key to the Tarot). Była to pierwsza talia, w której ilustrowanych było wszystkich 78 kart, nie zaś jak wcześniej tylko 22 Wielkie Arkana. Karty te były ilustrowane przez Pamelę Colman Smith, członkinię Złotego Brzasku, a wydane zostały w 1910 r.